# Daniel McKee
Daniel McKee, né le 16 juin 1951 à Cumberland (Rhode Island), est un homme politique américain. Membre du Parti démocrate, il est lieutenant-gouverneur, à partir de 2015, puis gouverneur de Rhode Island, depuis 2021.

## Biographie

### Jeunesse et éducation
McKee est issu d'une famille d'hommes affaires propriétaires de petites entreprises dans le nord de Rhode Island.
Après ses études à l'école secondaire de Cumberland, McKee obtient son baccalauréat au Collège de l'Assomption à Worcester dans le Massachusetts, avant de décrocher une maîtrise en administration publique à la John F. Kennedy School of Government à Harvard.

### Carrière
Élu au conseil de ville de Cumberland entre 1992 et 1998, il est maire de la ville de 2001 à 2005 et de 2007 à 2015.
Il occupe également un poste d'entraineur de basketball et remporte deux titres d'État en 1998 et 2000. Il appartient au conseil de direction de la section Cumberland-Lincoln des Boys and Girls Clubs of America comme président du conseil exécutif et du comité de donations.
En 2013, McKee annonce sa candidature pour le poste de lieutenant-gouverneur de Rhode Island. Il défait le secrétaire d'État Ralph Mollis et le représentant d'État Frank Ferri dans la primaire démocrate. Il fait face à la républicaine Catherine Terry Taylor et remporte l'élection avec 54 % des voix. Il est réélu en 2018.
Le 7 janvier 2021, le président élu Joe Biden choisit la gouverneure de l'État, Gina Raimondo, comme future secrétaire au Commerce des États-Unis. Raimondo est confirmée le 2 mars suivant et McKee est investi gouverneur le jour même.
Candidat à un premier mandat complet dans le cadre des élections de 2022, il fait face à plusieurs adversaires lors de la primaire démocrate, dont la secrétaire d'État Nellie Gorbea et Helena Foulkes, une femme d'affaires soutenue par Nancy Pelosi. Le 13 septembre, il remporte l'investiture démocrate avec 32,8 % des suffrages devant Foulkes (29,9 %), Gorbea (26,2 %) et deux autres candidats,. Il remporte ensuite aisément un premier plein mandat en tant que gouverneur, avec près de 58 % des voix face à la républicaine Ashley Kalus, remportant les cinq comtés de l'État.

## Positions politiques
McKee est considéré comme étant idéologiquement à droite de Gina Raimondo, une démocrate centriste proche du milieu des affaires.
Il est un fervent supporter des charter schools et entretient une relation tendue avec les syndicats de l'État.

## Vie privée
McKee est marié à Susan McKee. Le couple a un fils nommé Matthew et une fille nommée Kara.

## Sources
- (en) Cet article est partiellement ou en totalité issu de l’article de Wikipédia en anglais intitulé « Daniel McKee » (voir la liste des auteurs).